# Вел Льютон
Вел Льютон (англ. Val Lewton; 7 травня 1904, Ялта, Російська імперія — 14 березня 1951, Лос-Анджелес, США) — українсько-американський прозаїк, кінопродюсер і сценарист, найвідомішим завдяки низці малобюджетних фільмів жахів, які він продюсував для RKO Pictures у 1940-х роках. Його син, Вел Льютон, був художником і дизайнером виставок.
Народився в Ялті, Російська імперія, і разом зі своєю родиною емігрував до США у 1909 році. Кар'єру почав як письменник романів, зокрема кримінальний роман «Не її ліжко» став бестселером. Працював письменником й есеїстом у MGM, 1942 року призначений керівником відділу жахів RKO. Його перша робота «Люди-кішки» того року принесла RKO великий прибуток. Льютон продюсував кілька успішних фільмів, часто сам писав остаточні варіанти сценаріїв. Він дав перші режисерські можливості Роберту Вайзу та Марку Робсону і працював з Борисом Карлоффом, який вважав, що Льютон врятував його кар'єру. Після виходу з RKO Льютон працював продюсером у Paramount і MGM. Його життя та творчість надихнули на створення книг, документальних і художніх фільмів.

## Ранні роки
Народився як Володимир Іванович Гофшнайдер або Левентон у Ялті, Російська імперія (нині Україна), 1904 року. Мав єврейське походження, син лихваря Макса Гофшнайдера та Анни «Ніни» Левентон, доньки аптекаря. Сім'я прийняла християнство. Був племінником акторки Алли Назімової.
Мати залишила чоловіка і разом з двома дітьми переїхала до Берліна. 1909 року вони емігрували до США на борту SS Amerika як пасажири другого класу, корабель відплив із Гамбурга 29 квітня та прибув до Нью-Йорка 8 травня; вони значилися як Анна, Ольга та Володимир Гофшнайдери. У США він змінив своє ім'я на Володимир Іван Льютон, яке стало скорочуватися як Вел Льютон. Після прибуття до Нью-Йорка Анна Гофшнайдер з дітьми приєдналися до родини своєї знаменитої сестри Алли Назімової в Раї, штат Нью-Йорк; згодом вона повернулася до дошлюбного прізвища Льютон і заробляла на життя написанням сценаріїв фільмів. Пізніше вона з дітьми переїхала до передмістя Порт-Честера, штат Нью-Йорк. Вел став натуралізованим громадянином США у федеральному суді в Лос-Анджелесі як Володимир Іван Льютон у червні 1941 року.
1920 року 16-річний Льютон втратив роботу громадського репортера в «Деріан-Стемфорд Ревю» після того, як виявилося, що історія його авторства про вантажівку кошерних курей, які гинуть під час спеки в Нью-Йорку, була повною вигадкою. Вивчав журналістику в Колумбійському університеті та написав 18 публіцистичних, художніх творів і поезій.

## Кар'єра
1932 року написав роман-бестселер «Не її ліжко», який використали для сюжету фільму «Не її чоловік» з Кларком Ґейблом і Керол Ломбард у головних ролях. 1933 року Льютон таємно опублікував еротичний роман «Грушенька: тричі жінка», публікація якого піддала б Льютона кримінальному переслідуванню, зважаючи на звичаї того часу. Роман нібито був перекладом з російської і привезений з Радянського Союзу, але це була хитрість для захисту справжнього автора.
Льютон працював письменником у рекламному офісі MGM у Нью-Йорку, надаючи новелізації популярних фільмів для серіалів у журналах, які іноді пізніше збиралися у формі книг. Крім того, писав рекламні тексти. Він залишив цю посаду після успіху роману «Не її ліжко», але після наступних трьох невдалих творів, повернувся в Голлівуд для написання екранізації гоголівського «Тараса Бульби» для Девіда Сельцника. Отриманню пропозиції посприяла матір Льютона, Ніна.
Хоча фільм «Тарас Бульба» так і не зняли, Льютона взяли на роботу в MGM піарником і помічником Сельцника. Його першою постановкою стали «революційні сцени» у версії «Повісті про двоє міст» Девіда Сельцника 1935 року. Він також вигадав знамените знімання з операторського крана сцени фільму «Віднесені вітром», де Скрлетт проходить крізь безкінечні ряди мертвих і поранених солдатів Конфедерації. Льютон також працював на Селзника редактором сюжетів, шукав літературні таланти для його студії та допомагав у голлівудській системі цензури.
1942 року Льютона призначили керівником відділу фільмів жахів на студії RKO із зарплатою 250 доларів США на тиждень. Йому довелося дотримуватися трьох правил: бюджет кожного фільму становив менше як 150 000 доларів США, тривалість кожного фільму становила менше ніж 75 хвилин, а керівники Льютона надавали назви фільмів до початку виробництва.
Першою стрічкою Льютона став жахастик «Люди-кішки» 1942 року. Режисером був Жак Турнер, який згодом зняв для Льютона «Я ходив із зомбі» та «Людину-леопарда». Бюджет становив 134 000 доларів США, а касові збори наблизились до 4 мільйонів доларів США і став найуспішнішим фінансово фільм для RKO того року. Цей успіх дозволив Льютону займатися наступними проєктами з відносно невеликим втручанням студії, дозволивши йому реалізувати своє бачення, попри сенсаційні назви стрічок, зосереджуючись на зловісних навіюваннях і темах екзистенційної амбівалентності.
Льютон завжди писав остаточні проєкти сценаріїв для своїх фільмів, але уникав співавторства на екрані, за винятком, «Викрадача тіл» і «Бедламу», сценарій для яких написав під псевдонімом Карлос Кіт, який він раніше використовував для романів «4 дружини», «Жінка, що сміється», «Цей дурень», «Пристрасть», «Де співає кобра». Льютон дав першу режисерську можливість Роберту Вайзу та Марку Робсону.
Між 1945 і 1946 роками Борис Карлофф знявся у трьох фільмах RKO: «Острів мертвих», «Викрадач тіл» і «Бедлам», які Льютон продюсував. 1946 року в інтерв'ю Луїсу Бергу з «Лос-Анджелес таймс» Карлофф назвав Льютона тим, хто врятував від занадто розширеної франшизи Франкенштейна від Universal Pictures: «Карлофф дуже любить і поважає Льютона як людину, яка врятувала його від живих мерців і відновила, так би мовити, його душу».
Після смерті 1946 року Чарльза Кернера, голови RKO і прихильника Льютона, студія пережила кадрові та управлінські зміни, через які Льютон втратив роботу, а серцевий напад похитнув його здоров'я. Він переписав невикористаний сценарій, оснований на житті Лукреції Борджії, який сподобався акторці Полетт Годдар із Paramount Studios, і в обмін на сценарій Льютон отримав роботу до липня 1948 року. Сценарій майже повністю переписали і наступного року «Наречена помсти» вийшла у прокат. У Paramount Льютон також продюсував фільм «Моє справжнє кохання» 1949 року.
Після співпраці з Paramount повернувся у MGM, де продюсував фільм «Будь ласка, повір мені» з Деборою Керр, який вийшов на екрани у 1950 році. Льютон намагався створити незалежну продюсерську компанію з колишніми протеже Вайзом і Робсоном, через розбіжності йому це не вдалося. Льютон проводив час вдома, працюючи над сценарієм про знамениті битви під час війни за незалежність США у форті Тайкондерога. Кінокомпанія Universal Studios хоча і не використала сценарій, Льютон отримав роботу продюсера фільму «Барабани апача» 1951 року.

## Смерть і спадок
Голлівудський продюсер Стенлі Крамер запропонував Льютону роботу асистента у продюсуванні серії фільмів на Columbia Studios. Льютон звільнився з Universal і почав готуватися до роботи над фільмом «Мої шість засуджених», але через жовчнокам'яну хворобу у нього стався перший із двох серцевих нападів, які настільки його ослабили, що він помер у медичному центрі «Сідарс-Сінай» у 1951 році у 46 років. Наступного року Кірк Дуглас з'явився у фільмі«Злі й гарні», його персонаж був частково оснований на Льютоні.
Створили низку книг і два документальних фільми про Льютона. 2007 році вийшов документальний фільм «Мартін Скорсезе представляє: Вел Льютон — Людина в тіні».
У травні 2017 року 11 сезон подкасту «The Secret History Of Hollywood» Адама Роша за участю Марка Ґетісса присвячений життю та творчості Льютона. У червні 2021 року повідомлялося, що планується на основі сезону зняти повнометражний фільм за сценарієм Роше та Літи Калегрідіс, яка також і продюсер стрічки разом із Бредлі Фішером.

## Фільмографія

### Як продюсер

#### RKO
- Люди-кішки (1942)
- Я гуляв із зомбі (1943)
- Людина-леопард (1943)
- Сьома жертва (1943)
- Корабель-привид (1943)
- Прокляття людей-котів (1944)
- Мадемуазель Фіфі (1944)
- Молодь біжить дико (1944)
- Викрадач тіл (1945)
- Острів мертвих (1945)
- Бедлам (1946)

#### Інші
- Моє справжнє кохання (1949)
- Будь ласка, повір мені (1950)
- Барабани апача (1951)

### Як сценарист
- Не її чоловік (1932, роман "Не її ліжко ")
- Викрадач тіл (1945, як Карлос Кіт)
- Острів мертвих (1945), в титрах не зазначений
- Бедлам (1946, як Карлос Кіт)

### Інше
- «Повість про двоє міст» (1935, режисер другого блоку штурму Бастилії, не зазначений у титрах)[14]
- Народження зірки (1937, асистент монтажу не зазначений)
- The Year's Work (1940, режисер, як Герберт Керков)

## Романи
- The Improved Road. (Edinburgh: Collins and Sons, 1924)
- The Cossack Sword (Edinburgh: Collins and Sons, 1926). назва в США Rape of Glory (Mohawk Press, 1931).
- The Fateful Star Murder (з Herbert Kerkow) (1931). Оснований на справі про вбивство Старр Фейтфулл.
- Where the Cobra Sings (Macaulay Publishing Co, 1932; під псевдонімом 'Cosmo Forbes')
- No Bed of Her Own. (Vanguard Press, 1932).Перекладано 9 мовами та вийшов друком у 12 країнах.
- Four Wives (Vanguard Press, 1933) (псевдонім «Carlos Keith»)
- Yearly Lease (Vanguard Press, 1933)
- A Laughing Woman (Vanguard Press, 1933) (псевдонім «Carlos Keith»)
- This Fool Passion (Vanguard Press, 1933) (псевдонім «Carlos Keith»)

## Оповідання
- «Багіта». Weird Tales (липень 1930). Передрук у Marvin Kaye, ed. , Weird Tales: The Magazine That Never Dies (1988). «Характерну фобію Льютона перед котами та його техніку страху перед темрявою можна знайти в „Багіті“, незмінною»[15]. стор. 20.